# Metro Alpin

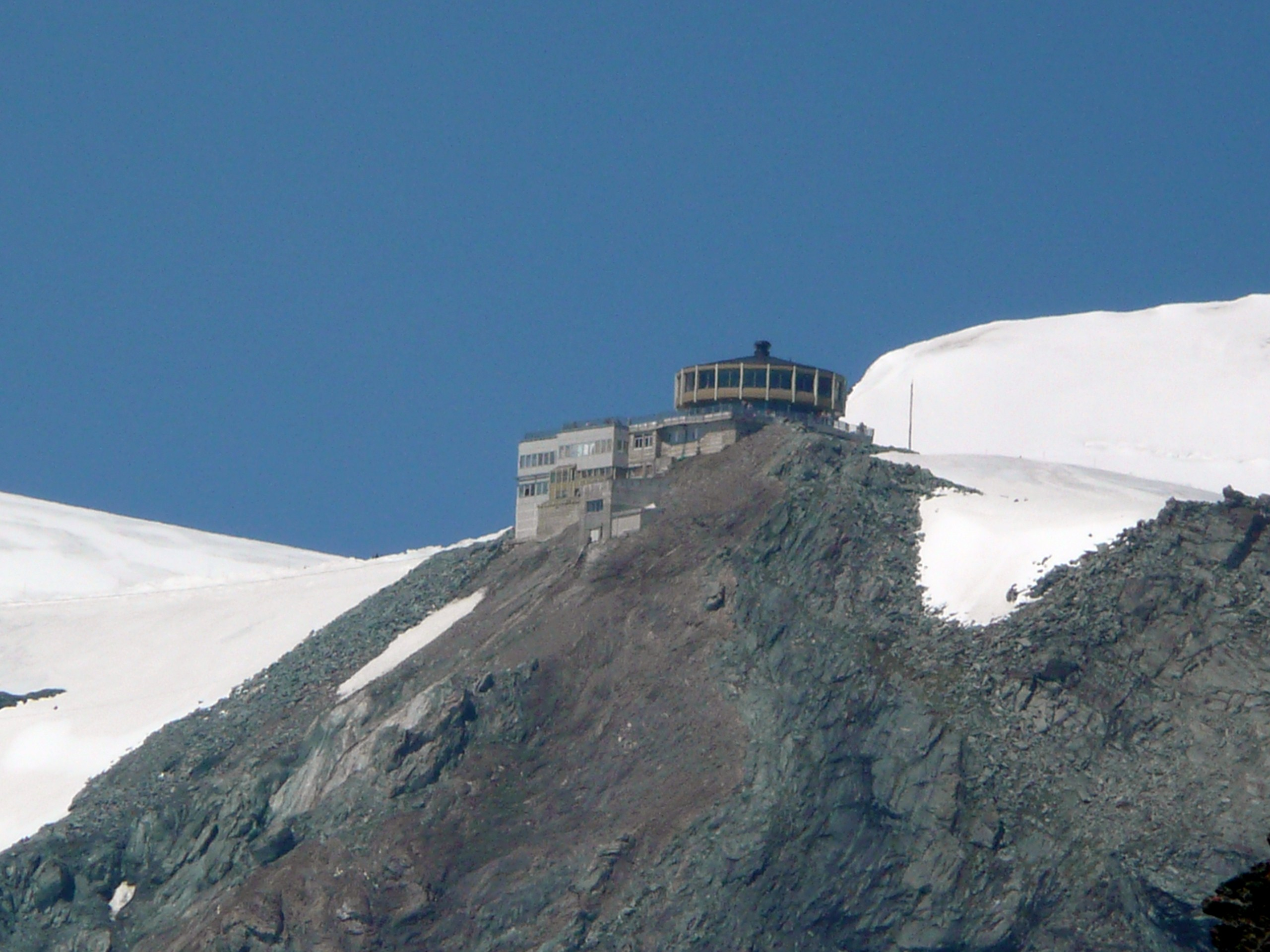
Drehrestaurant Mittelallalin

De Metro Alpin is een volledig ondergrondse kabelspoorweg boven Saas-Fee in het Zwitserse kanton Wallis. Hoewel het niet voldoet aan de klassieke definitie van een metro in de zin van een massavervoermiddel in stedelijke gebieden, wordt het door de toerismemanagers van het resort beschreven als de "hoogste metro ter wereld". De lijn wordt geëxploiteerd door "Saastal Bergbahnen AG", voor de naamswijziging van 2016 "Saas-Fee Bergbahnen AG".

## Route
De bouwwerkzaamheden namen meer dan drie jaar in beslag. Gedurende deze tijd woonden alle betrokkenen, van de ingenieur en voorman tot de bouwvakkers, in het Felskinn-station.
De spoorlijn werd geopend op 19 december 1984 en rijdt vanaf het station "Felskinn" (2980 m boven de zeespiegel) aan de rand van de Feegletsjer naar het station «Mittelallalin» (3456 m boven zeeniveau) op de noordelijke helling van de 4027 m hoge Allalinhorn. De bouw begon op 1 september 1981.
Vanuit Saas-Fee is de Metro Alpin rechtstreeks te bereiken met de Felskinnbahn (kabelbaan) of de AlpinExpress (gondel) in 2 secties. Het wordt voornamelijk gebruikt voor ski- en excursietoerisme. Een andere attractie bij het bergstation is het hoogst gelegen ronddraaiende restaurant ter wereld, dat binnen een uur 360° graden draait en een compleet panoramisch uitzicht biedt op de vierduizend meter hoge toppen van de Walliser Alpen. Het biedt plaats aan 200 mensen. Daarnaast, bereikbaar vanuit het station door een 70 m lange tunnel, bevindt zich op Mittelallalin 's werelds grootste ijspaviljoen, een 5.000 m³ grote ijsgrot uitgegraven in de Feegletsjer.
De voertuigen hebben een capaciteit van 115 passagiers en er kunnen 1500 mensen per uur in elke richting worden vervoerd. De dagelijkse openingstijden van de Metro Alpin worden in de zomer van maand tot maand telkens met 15 minuten verlengd en in de herfst weer met dit kwartier verkort. De operatie wordt meestal aan het einde van het winterseizoen voor enkele weken stilgelegd om onderhoudswerkzaamheden te kunnen uitvoeren.
De tunnel is 1749 meter lang en overbrugt een hoogteverschil van 476 meter. De enkelsporige lijn heeft een Abtse wissel in het midden. Het middenstation "Hohlaub" is een halte voor alpinisten op de eerste beklimming in de ochtend. Een korte buisvormige tunnel geeft uit op de Hohlaub-gletsjer. 
In de onderste helft van de tunnel van de kabelspoorweg is de helling 17 % tot 48 %, in de bovenste helft 33 %. De aandrijving wordt verzorgd door stationaire motoren in het bergstation. Deze bewegen het touw waaraan de twee voertuigen zijn bevestigd. De spoorbreedte is 1200 mm, de rijsnelheid is 36 km/u.